# 프로그램 지정 정보
프로그램 지정 정보(PSI - Program specific information)는 MPEG-2 표준에 정의된 메타데이터이다.
PSI 데이터는 다음과 같은 4 개의 표(table)를 포함한다:
- PAT (Program Association Table) - 채널 내의 프로그램 정보 (PMT) 목록을 유지한다. (PID = 0)
- CAT (Conditional Access Table) - 스크램블링과 같은 접근 제어 정보를 포함한다. (PID = 1)
- PMT (Program Map Table) - 프로그램 내의 영상/음성 스트림에 대한 정보(PID)를 포함한다.
- NIT (Network Information Table) - MPEG 정보를 전송하는 데 사용된 네트워크 정보를 포함한다. (PID = 10)

MPEG-2 사양은 CAT과 NIT의 포맷을 규정하지는 않는다.